# Synchlora delicatula
Synchlora delicatula är en fjärilsart som beskrevs av Paul Dognin 1909. Synchlora delicatula ingår i släktet Synchlora och familjen mätare. Inga underarter finns listade i Catalogue of Life.